# YPbPr-Farbmodell
Das YPbPr-Farbmodell wird vor allem bei der analogen Übertragung von Videosignalen aus digitalen YCbCr-farbkodierten Quellen wie DVD oder DVB verwendet, die meist per Component-Video-Anschluss erfolgt. Ursprünglich spezifiziert und kurzzeitig benutzt wurde es auch für analoges HDTV.
YPbPr wird oft irrtümlich mit YUV bezeichnet, auch in Bedienungsanleitungen und Gehäusebeschriftungen von Geräteherstellern. Bei YUV handelt es sich zwar um ein verwandtes analoges, jedoch auf anderen Umrechnungsformeln basierendes Farbmodell. Entgegen weitverbreiteter Annahme wird YUV nicht bei Component-Video-Anschlüssen verwendet, sondern nur beim analogen PAL-Fernsehen (per Antenne, Sat und Kabel) und bei der PAL-Übertragung per Composite Video oder S-Video.
Da das YPbPr-Signal die Helligkeits-/Luminanz-Information Y sowie die zwei Farbdifferenz-/Chrominanz-Informationen Pb und Pr getrennt überträgt, ist keine Modulation oder Quadraturamplitudenmodulation nötig. Dadurch bietet YPbPr ein besseres Bild als das Farbbild-Austast-Synchronsignal FBAS oder das Videosignal Y/C bzw. S-Video.
YPbPr ist – wie sein digitales Gegenstück YCbCr – als eine mögliche Implementierung im Standard ITU-R BT 601 (ehemals CCIR 601) beschrieben. Es gibt auch davon unterschiedliche Implementierungen, die anderen Standards mit anderen Berechnungskoeffizienten folgen.
Berechnung der YPbPr-Werte aus dem gammakorrigierten (also in der Helligkeit linearen) Farbtripel R'G'B':
{\displaystyle {\begin{bmatrix}Y'\\Pb\\Pr\end{bmatrix}}\approx {\begin{bmatrix}0{,}299&0{,}587&0{,}114\\-0{,}168736&-0{,}331264&0{,}5\\0{,}5&-0{,}418688&-0{,}081312\end{bmatrix}}\cdot {\begin{bmatrix}R'\\G'\\B'\end{bmatrix}}}
Berechnung der R'G'B'-Werte aus YPbPr-Werten:
{\displaystyle {\begin{bmatrix}R'\\G'\\B'\end{bmatrix}}\approx {\begin{bmatrix}1&0&1{,}402\\1&-0{,}344136&-0{,}714136\\1&1{,}772&0\end{bmatrix}}\cdot {\begin{bmatrix}Y'\\Pb\\Pr\end{bmatrix}}}
Die Matrizen gelten für die Konstanten KB und KR aus ITU-R BT 601:
{\displaystyle K_{B}=0{,}114}
{\displaystyle K_{R}=0{,}299}
Mit den Konstanten ausgedrückt lauten die Formeln für die Konvertierung nach Y'PbPr allgemein:
{\displaystyle Y'=K_{R}\cdot R'+(1-K_{B}-K_{R})\cdot G'+K_{B}\cdot B'}
{\displaystyle P_{B}={\frac {1}{2}}\cdot {\frac {B'-Y'}{1-K_{B}}}}
{\displaystyle P_{R}={\frac {1}{2}}\cdot {\frac {R'-Y'}{1-K_{R}}}}
Und für die Konvertierung nach R'G'B':
{\displaystyle R'=2\ (1-K_{R})\ P_{R}+Y'}
{\displaystyle B'=2\ (1-K_{B})\ P_{B}+Y'}
{\displaystyle G'={\frac {2\ K_{B}\ (1-K_{B})}{K_{B}+K_{R}-1}}\ P_{B}+{\frac {2\ K_{R}\ (1-K_{R})}{K_{B}+K_{R}-1}}\ P_{R}+Y'}